# Doris Wastl-Walter
Doris Wastl-Walter (* 20. Juli 1953 in Wien, Österreich) ist eine österreichische Geographin. Sie ist Professorin für Kulturgeographie an der Universität Bern.

## Leben
Wastl-Walter studierte Geographie an den Universitäten Wien und Klagenfurt (Österreich). 1997 wurde sie an die Universität Bern berufen, wo sie seither Lehrstuhlinhaberin für Kulturgeographie ist. Von 2001 bis 2011 war Wastl-Walter Direktorin des Interdisziplinären Zentrums für Frauen- und Geschlechterforschung der Universität Bern. In den Jahren 2006 bis 2010 war sie Direktorin des Geographischen Instituts Bern und zwischen 2011 und 2017 Vizerektorin für Qualität der Universität Bern.

## Forschungsschwerpunkte
Wastl-Walters Forschungsschwerpunkte sind nach eigenen Angaben die Konstruktion von Grenzen und ihre räumliche und soziale Bedeutung, Handlungsstrategien und Entscheidungsspielräume von Frauen unter bestimmten Rahmenbedingungen, Repräsentationen im Raum und dessen soziale Nutzung und die Theorieentwicklung.

## Publikationen (Auswahl)
- Gender Geographien. Geschlecht und Raum als soziale Konstruktionen. Franz Steiner Verlag, Stuttgart 2010.
- zusammen mit T. Freytag, H. Gebhardt und U. Gerhard: Humangeographie kompakt. Springer Spektrum, Heidelberg 2015.